# Бојон Готардо Вја Ривели (Венеција)
Бојон Готардо Вја Ривели (итал. Bojon Gottardo Via Rivelli) је насеље у Италији у округу Венеција, региону Венето.
Према процени из 2011. у насељу је живело 70 становника. Насеље се налази на надморској висини од 1 м.